# ロム (ブルガリア)
座標: 北緯43度49分 東経23度14分 / 北緯43.817度 東経23.233度

ロム
Лом

ロム ブルガリア内のロムの位置

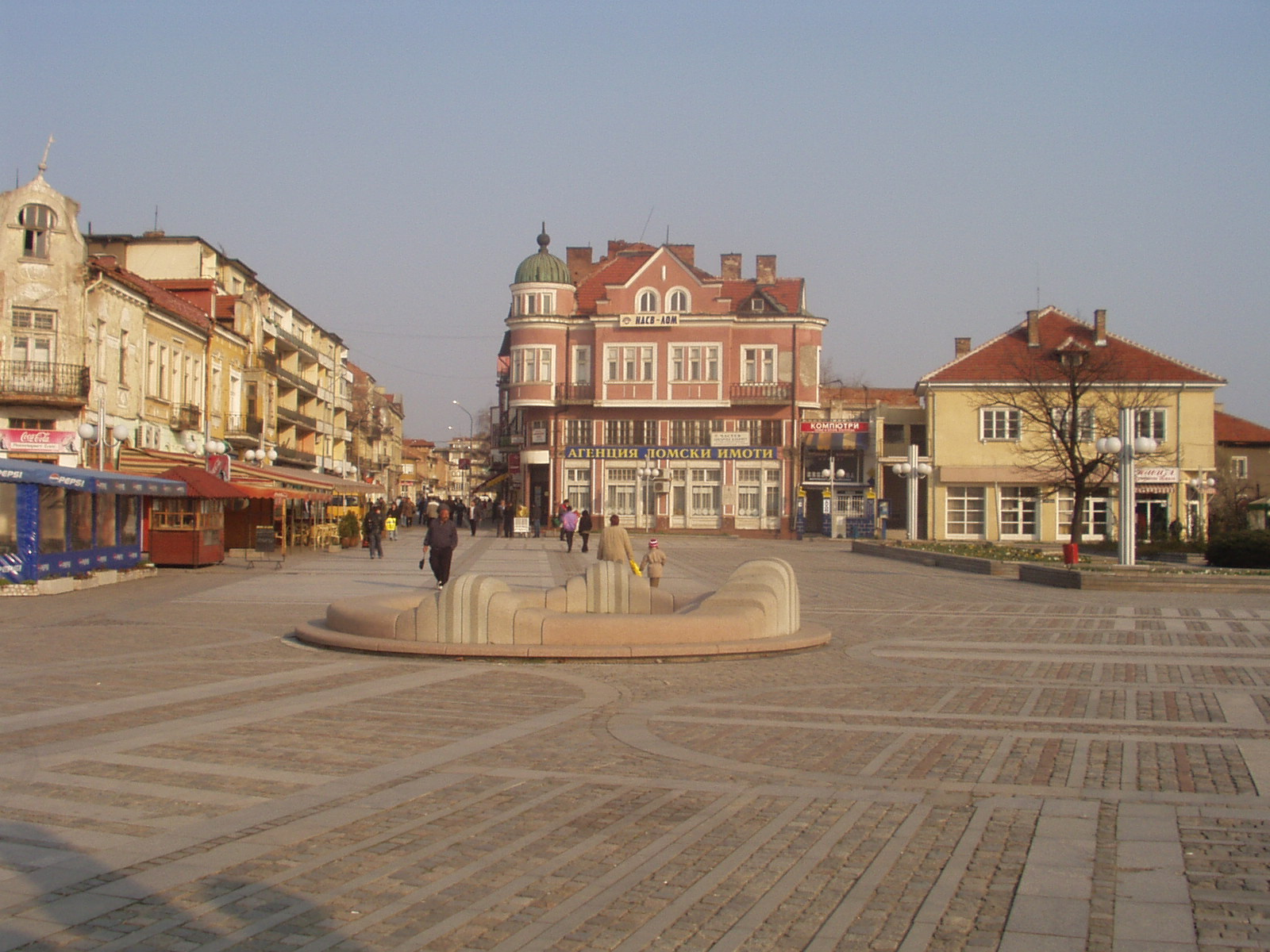
スロボダ（自由）広場。ロムの中央の広場

ロム（ブルガリア語:Лом / Lom）はブルガリア北西部の町、およびそれを中心とした基礎自治体。モンタナ州に属する。ドナウ川の右岸に位置し、ロム川（Лом / Lom）がドナウ川に合流する地点に程近い。ブルガリアの首都であるソフィアからは北に162キロメートルであり、ヴィディンからは56キロメートル南東、モンタナからは50キロメートル北、コズロドゥイから42キロメートル西に位置している。ドナウ川沿いの港としては、ルセについでブルガリアで2番目に重要な港である。

## 歴史

### 古代・中世
ロムは、古代のトラキア人によって、アルタネス（Artanes）の名で建造された町である。ローマ人の支配下となると、この場所にある町と要塞は、アルムス（Almus）と呼ばれるようになった。この名前が、現在の町の名前・ロムと、付近を流れるロム川の呼称の由来となっている。
中世の間、ここに大きな町があったことを示す証拠は見つかっていない。オスマン帝国時代に入る前までには町は拡張されたものと考えられるが、それまで長い間にわたって、より有力なヴィディン、ニコポル、シリストラなどの影に隠れ、埋没してしまっていた。1695年に、オスマン帝国のカラ・ムスタファ・パシャおよびムラード・ベイによってオスマン人の村が築かれた。彼らは1683年にウィーンで敗北し、ドナウ川を船で下ってこの地にたどり着いた。

### オスマン帝国統治時代・ブルガリア解放期以降
ロム・パランカ（Lom Palanka）の名は1704年に初めて言及されている。それまでこの町は単にパランカと呼ばれていた。1798年、ロムは山賊による襲撃を受けた。1830年以降、ドナウ川交易が発達すると、ロムの重要性は次第に高まっていった。ソフィアに通じる道はロムの発展に寄与し、やがてオーストリアのウィーンとブルガリアを結ぶ主要ルートとなった。1869年、ロムには120の店舗、148の交易所、175の食料品店、34のカフェ・バー、6のホテル、2の製粉所があった。町は、かつての要塞カレ（Kale）を中心に広がり、3つの城門（kapii）を持っていた。3つの城門はそれぞれ、ヴィディンスカ（Видинска / Vidinska）、ベログラトチシュカ（Белоградчишка / Belogradchishka）、ソフィイスカ（Софийска / Sofiyska）と呼ばれた。ロムの交易商らは、この地域でもっとも多くの物品を売買した。1800年、町には7,500人の住民がいた。
ロムは、ブルガリア民族復興期において、重要な役割を果たしていた。1856年、ロムにはブルガリアで初のチタリシテ（Читалище / chitalishte）が誕生した。1858年には、ブルガリアで初の婦人会が作られた。演劇が行われるようになった古くからの町でもある。
第二次世界大戦まで、ロムは重要な交易の町であった。1944年以降は、工業化が進められ、砂糖や缶、製粉などの製造が行われた。また、ブルガリア北西部の拠点の港でもあった。

## みどころ
- プラジャ（Плажа / Plazha） - 500メートルにわたって続く、ドナウ川沿いの石の浜。ロム中心部から3キロメートルほど
- 歴史博物館。かつての役場の建物を使用している
- 古代ローマ時代の遺跡
- ポストヤンストヴォ - ブルガリアで最古の公民館
- かつての教育学学校の建物
- ボルンスカ聖堂
- ツェコ・ヴォイヴォダ（1807年-1881年）のモニュメント。セルビア解放の戦いに加わり、セルビア政府によりヴォイヴォダと認定された。

## 宗教
住民の多数を占めるのは正教徒である。それ以外の宗教としてはプロテスタントなどがある。

## ロムにちなむもの
南極大陸のサウス・シェトランド諸島、リヴィングストン島のロム峰（Lom Peak）は、ロムにちなんで命名された。

## 町村
ロム基礎自治体（Община Лом）には、その中心であるロムをはじめ、以下の町村（集落）が存在している。
- Добри дол
- Долно Линево
- Замфир
- Ковачица
- Лом

- Орсоя
- Сливата
- Сталийска махала
- Станево
- Трайково